# Marie-Thérèse Tack
Marie-Thérèse Tack (Nieuwkapelle, 11 oktober 1836 - Brussel, 25 september 1927) woonde tijdens de Eerste Wereldoorlog in de Villa Marietta in Nieuwkapelle, vlakbij de frontlinie. Ondanks het gevaar weigerde ze haar huis te verlaten. Ze bleef achter en zorgde voor de soldaten in de loopgraven. Ze voorzag hen van soep, koffie en sigaretten. Iedereen kende haar en ze werd de Moeder der Soldaten genoemd. Villa Marietta werd druk bezocht door veel vooraanstaande bezoekers, waaronder koningin Elizabeth en koning Albert I. 

## Biografie
Marie-Thérèse Louise Tack werd op 11 oktober 1836 geboren in Nieuwkapelle. Ze is de tweede dochter uit een gezin van elf kinderen. Haar ouders, Charles-Louis Tack en Eugénie Syoen, kwamen uit een welvarende familie en gaven hun kinderen een goede opleiding. Ze gingen allemaal naar de middelbare school. Het gezin van Marie-Thérèse Tack woonde in een versterkte boerderij in Nieuwkapelle en verhuisde in 1842 naar Woumen, in een burgerlijk huis het Beukenhof . Hier bracht Marie-Thérèse Tack het grootste deel van haar jeugd door.  
Ze zat op internaat aan het Instituut van de Zusters van Sint-Niklaas in Diksmuide en aan het Instituut van de Dames van Roesbrugge in Ieper. In 1856 werd Charles Tack benoemd tot ontvanger van de directe belastingen in Veurne en verhuisde het gezin. Daar ontmoette ze François Faverger de la Favarge (1814-1883), die 22 jaar ouder was dan zij. François Favarger, van Zwitserse afkomst, was sinds 1838 verbonden aan het Belgische leger en werd in 1840 tot Belg genaturaliseerd. Ze trouwden op 20 december 1859. In 1871 kregen ze een dochter, Mariette. Ze zegt dat ze bekendstaat onder haar meisjesnaam, Tack, omdat de inwoners van Nieuwkapelle de naam van haar man niet kunnen uitspreken. Na zijn huwelijk werd François Favarger in 1862 gedetacheerd naar Charleroi, waarna hij in 1866 op non-actief werd gesteld. Het echtpaar woonde daarna in Leuven, voordat François Favarger met pensioen ging.
Het jaar daarop brak de Frans-Duitse Oorlog uit en besloten ze terug te keren naar België. Na een boottocht van vijf weken via Charleroi vestigden ze zich in Oudergem, waar in 1871 hun dochter Mariette werd geboren, destijds in Heist-op-den-berg. François Favarger overleed op 18 augustus 1883. Marie-Thérèse Tack woont achtereenvolgens in Petegem, Schaarbeek en Elsene . In 1886 verhuisde ze naar Villa Marietta, aan de oevers van de IJzer in Nieuwkapelle. Marie-Thérèse Tack en haar dochter Marietta, getrouwd in 1896, kwamen er namelijk vooral op vakantie; hun leven speelde zich grotendeels af in Brussel.

### De Eerste Wereldoorlog
Toen Duitsland op 4 augustus 1914 de oorlog aan België verklaarde, vertrok Marie-Thérèse Tack vanuit Brussel naar Nieuwkapelle. Zij was toen 78 jaar.
Begin oktober 1914 bevond het Belgische leger zich aan de IJzer. Het huis van Marie-Thérèse Tack ligt bijna aan het front, de soldaten staan letterlijk in de rij in haar binnenplaats, maar ze weigert Villa Marietta te verlaten.
Alle soldaten in dit deel van het Belgische front kennen Villa Marietta, Madame Tack, Paula de ezel, Chéri de poedel en Coco de papegaai. Mevrouw Tack zorgt voor de vele soldaten in de loopgraven vlak bij haar huis. Ze geeft ze soep en koffie, geeft ze sigaretten en wandelt regelmatig met haar ezel langs de loopgraven. Een anekdote vertelt dat de soldaten eens haar ezel hebben gestolen. Daarop heeft Madame Tack klacht ingediend bij een officier van het 6de linieregiment en kreeg ze haar ezel terug. Al snel werd zij de " moeder der soldaten".
Een geneeskundestudent meldt « Iedereen kent de oude dame van haar nieuwsgierige wandelingen. [...]. De soldaten zien mevrouw Tack op haar ezel over de weg achter de loopgraven rijden. Overdag huppelt en pronkt Paula in de weilanden langs de beek [...] 's Avonds komt de ezel naar de voordeur van de villa en wacht roerloos tot Madame haar komt halen. Met een lichte duw leidt ze het dier naar de stal. »
In een brief aan de schilder Fernand Allard L'Olivier vertelt ze dat er in 1914 drie dagen lang gevochten werd en dat ze daarna haar toevlucht zocht in een schuilkelder. Ze vertelde dat haar huis in 1916 twee keer werd gebombardeerd. « Toen de storm voorbij was, reed ik op mijn ezel, die gewond was, om mijn proviand op te halen uit Loo en het dorp Nieuwkapelle. ; Ze liep verrukkelijk met haar kleine pootjes over de paden langs de loopgraven ».
Haar " Gastenboek » bevat handtekeningen van vooraanstaande gasten die haar Villa Marietta tijdens de oorlogsjaren bezochten. Het bevat de handtekening van koningin Elizabeth in 1915, die van koning Albert I in 1916 en ook de handtekeningen van koning George V, van de Franse president Raymond Poincaré en van minister Charles de Brocqueville. Haar Gastenboek is tentoongesteld in het Museum aan de IJzer.
Op 20 juni 1916 ging generaal De Ceuninck, vergezeld door officieren van zijn staf en de frontregimenten, naar Villa Marietta om haar het Ridderkruis van de Orde van Leopold II te overhandigen. Een peloton Carabinieri presenteerde bij deze gelegenheid hun wapens.
In het voorjaar van 1917 werd de situatie te gevaarlijk en Marie-Thérèse Tack trok zich terug in De Panne, waar ze tijdens haar wandelingen op de zeedijk de aandacht trok.
« Twaalf granaten sloegen mijn villa in. Mijn villa werd onbewoonbaar en ik moest mijn favoriete huis en mijn dappere soldaten, die allemaal mijn kinderen waren, verlaten. »
Haar spoor is op dat moment verloren gegaan, maar haar Gouden Boek, dat ze nog steeds gebruikt, toont een passage in Parijs waar ze op 26 april 1918 de neef van haar man, Charles Favarger, ontmoet.
Mevrouw Tack overleed op 25 september 1927 in Brussel. Zij werd met militaire eer begraven op de begraafplaats van Nieuwkapelle. Het grafzerk bestaat uit een arduinen kruis en een tweedelige horizontale dekplaat.

## Eerbetoon
Villa Marietta en haar bewoners zijn onlosmakelijk verbonden met de geschiedenis van de Eerste Wereldoorlog. Alle soldaten die in deze sector vochten en mevrouw Tack kenden, spraken over haar. Mevrouw Tack en Paula brachten vrede en verlichting in de dagelijkse ellende van de Eerste Wereldoorlog.
In 1917 maakte de schilder Florent–Joseph–Fernand Allard een portret van Madame Tack op haar ezel. Dat schilderij bevindt zich nu in de Koninklijke Musea voor Schone Kunsten van België in Brussel.
Het volledige archief van Madame Tack wordt bewaard in het archief van de stad Diksmuide.
In 1996 schonk Christiane Airvault, achterkleindochter van mevrouw Tack, het Gulden Boek aan André Goemaere, een landbouwer die in de buurt van Villa Marietta woonde. Die schonk het op zijn beurt aan de stad Diksmuide. Het is nu te bezichtigen in het Museum aan de IJzer . Een elektronische versie kan worden geraadpleegd op de website van het museum.
Villa Marietta is momenteel een beschermd gebouw. Er is een plaquette op de poort bevestigd: “Hier schrijf ik aan jou, Favarger-Tack. Moeder van soldaten van 1914-1918”, “Hier woonde mevrouw Favarger-Tack, moeder van de soldaten van 1914-1918”.
Sinds 2016 is er in het Museum aan de IJzer in Diksmuide een tentoonstelling gewijd aan Marie-Thérèse Tack en Marie-Thérèse Declerck.

### Decoraties
- Koningin Elizabeth-medaille (af te leiden van haar grafsteen[12])
- Ridder in de Orde van Leopold II[1]